# UEFA Champions League 2009-2010
La UEFA Champions League 2009-2010 è stata la 55ª edizione (la 18ª con la formula attuale e la prima che vede attuate le riforme volute da Michel Platini e approvate il 30 novembre 2007) di questo torneo di calcio europeo per squadre di club maggiori maschili organizzato dall'UEFA e che si è svolto dal 30 giugno 2009 al 22 maggio 2010.
Una delle novità previste dalle riforme è stata la disputa della finale di sabato, per la prima volta nella storia del torneo. La commissione UEFA si è riunita nei giorni 27 e 28 marzo 2008 e ha designato il Santiago Bernabéu di Madrid come stadio ospitante l'atto conclusivo della competizione.
La competizione è stata vinta per la terza volta dall'Inter che ha sconfitto in finale il Bayern Monaco col risultato di 2-0. In quanto squadra vincitrice, l'Inter ha ottenuto anche il diritto di partecipare alla Supercoppa UEFA 2010 e alla Coppa del mondo per club FIFA 2010.

## Formula

### Compagini ammesse
A questa edizione hanno preso parte 76 squadre di 52 delle 53 federazioni affiliate all'UEFA (è esclusa la federazione del Liechtenstein in quanto non organizza una competizione nazionale) secondo la seguente tabella:
| Posizione della federazione in base al coefficiente UEFA 2008 | Numero di squadre partecipanti |
| ------------------------------------------------------------- | ------------------------------ |
| 1-3                                                           | 4                              |
| 4-6                                                           | 3                              |
| 7-15                                                          | 2                              |
| 16-52                                                         | 1                              |

### Sistema di qualificazione alla fase a gironi

#### Considerazioni generali
Il sistema di qualificazione alla fase a gironi si basa sulle riforme approvate dall'UEFA il 30 novembre 2007. Rispetto alle precedenti edizioni hanno accesso diretto alla fase a gironi anche le squadre terze nei campionati nazionali dei primi tre paesi del ranking UEFA e 12, anziché 9, squadre campioni nazionali (per un totale di 22 squadre ammesse). Inoltre per i preliminari, parallelamente ai tradizionali turni di qualificazione (ridenominati "Campioni" dal terzo turno in avanti) riservati alle squadre campioni dei paesi dalla 13ª posizione in giù, sono stati introdotti due nuovi turni di qualificazione, denominati "Piazzati", che vedono coinvolte le squadre non campioni dei 15 paesi a più alto coefficiente. Quest'ultima modifica è stata studiata per garantire la presenza alla fase a gironi di almeno 5 squadre appartenenti a nazioni con classifica UEFA inferiore al dodicesimo posto (come promesso da Michel Platini in fase preelettorale).
Il posto della fase a gironi riservato alla squadra detentrice non è stato utilizzato in questa edizione poiché il Barcellona, vincitore della Champions League 2008/2009, risulta già qualificato per la fase a gironi di questa edizione, in quanto vincitore della Liga 2008/2009. In virtù di ciò, i campioni del Belgio (posizione 13) sono stati ammessi alla fase a gironi, i campioni della Svizzera (posizione 16) al terzo turno di qualificazione "Campioni" dei preliminari e infine i campioni delle Isole Fær Øer e del Lussemburgo (posizioni 48 e 49) al secondo turno di qualificazione "Campioni" dei preliminari.

#### Schema dei preliminari
- Primo turno (4 squadre):
  - 4 club campioni nazionali dai paesi con posizione 49-52.
- Secondo turno (34 squadre):
  - 2 vincitori del primo turno;
  - 32 club campioni nazionali dai paesi con posizione 17-48.
- Terzo turno "Campioni" (20 squadre):
  - 17 vincitori del secondo turno;
  - 3 club campioni nazionali dai paesi con posizione 14-16.
- Terzo turno "Piazzati" (10 squadre):
  - 1 club terzo nel campionato nazionale del paese con posizione 6;
  - 9 club secondi nel campionato nazionale dei paesi con posizione 7-15.
- Play-off "Campioni" (10 squadre):
  - 10 vincitori del terzo turno "Campioni" (i 10 sconfitti accedono al turno di spareggi dell'UEFA Europa League 2009-2010).
- Play-off "Piazzati" (10 squadre):
  - 5 vincitori del terzo turno "Piazzati" (i 5 sconfitti accedono al turno di spareggi dell'UEFA Europa League 2009-2010);
  - 3 club quarti nel campionato nazionale dei paesi con posizione 1-3;
  - 2 club terzi nel campionato nazionale dei paesi con posizione 4-5.

#### Schema delle squadre qualificate
- 5 vincitori dei play-off "Campioni" (i 5 sconfitti accedono alla fase a gironi dell'UEFA Europa League 2009-2010).
- 5 vincitori dei play-off "Piazzati" (i 5 sconfitti accedono alla fase a gironi dell'UEFA Europa League 2009-2010).
- 3 club terzi nel campionato nazionale dei paesi con posizione 1-3.
- 6 club secondi nel campionato nazionale dei paesi con posizione 1-6.
- 13 club campioni nazionali dei paesi con posizione 1-13.

### Fase a gironi
Se due o più squadre di uno stesso gruppo si trovano a pari punti alla fine degli incontri della fase a gironi, sono applicati i seguenti criteri per stabilire la classifica del gruppo stesso:
1. il più alto numero di punti ottenuti contro le squadre in questione nella fase a gironi (classifica avulsa);
2. la più alta differenza reti ottenuta contro le squadre in questione nella fase a gironi (classifica avulsa);
3. il più alto numero di reti segnate fuori casa contro le squadre in questione nella fase a gironi (classifica avulsa);
4. la più alta differenza reti in tutte le partite giocate nella fase a gironi;
5. il più alto numero di reti segnate in tutte le partite nella fase a gironi;
6. il più alto coefficiente UEFA accumulato dalla squadra in questione e (in misura del 33%) dalla propria nazione nelle ultime cinque stagioni.

Accederanno agli ottavi di finale le 16 squadre che concluderanno questa fase prime o seconde nel rispettivo gruppo. Le squadre classificatesi terze accederanno ai sedicesimi di finale dell'UEFA Europa League 2009-2010.

### Fase a eliminazione diretta
Gli ottavi di finale, i quarti di finale e le semifinali si disputano con gare di andata e ritorno mentre la finale si disputa con partita unica. Tutti gli accoppiamenti del tabellone sono sorteggiati.

## Date
| Fase                        | Turno            | Sorteggio        | Andata                      | Ritorno                 |
| --------------------------- | ---------------- | ---------------- | --------------------------- | ----------------------- |
| Preliminari                 | Primo turno      | 22 giugno 2009   | 30 giugno-1º luglio 2009    | 7-8 luglio 2009         |
| Preliminari                 | Secondo turno    | 22 giugno 2009   | 14-15 luglio 2009           | 21-22 luglio 2009       |
| Preliminari                 | Terzo turno      | 17 luglio 2009   | 28-29 luglio 2009           | 4-5 agosto 2009         |
| Preliminari                 | Play-off         | 7 agosto 2009    | 18-19 agosto 2009           | 25-26 agosto 2009       |
| Fase a gironi               | Prima giornata   | 27 agosto 2009   | 15-16 settembre 2009        | 15-16 settembre 2009    |
| Fase a gironi               | Seconda giornata | 27 agosto 2009   | 29-30 settembre 2009        | 29-30 settembre 2009    |
| Fase a gironi               | Terza giornata   | 27 agosto 2009   | 20-21 ottobre 2009          | 20-21 ottobre 2009      |
| Fase a gironi               | Quarta giornata  | 27 agosto 2009   | 3-4 novembre 2009           | 3-4 novembre 2009       |
| Fase a gironi               | Quinta giornata  | 27 agosto 2009   | 24-25 novembre 2009         | 24-25 novembre 2009     |
| Fase a gironi               | Sesta giornata   | 27 agosto 2009   | 8-9 dicembre 2009           | 8-9 dicembre 2009       |
| Fase a eliminazione diretta | Ottavi di finale | 18 dicembre 2009 | 16-17 e 23-24 febbraio 2010 | 9-10 e 16-17 marzo 2010 |
| Fase a eliminazione diretta | Quarti di finale | 19 marzo 2010    | 30-31 marzo 2010            | 6-7 aprile 2010         |
| Fase a eliminazione diretta | Semifinali       | 19 marzo 2010    | 20-21 aprile 2010           | 27-28 aprile 2010       |
| Fase a eliminazione diretta | Finale           | 19 marzo 2010    | 22 maggio 2010              | 22 maggio 2010          |

## Squadre partecipanti
Il diagramma qui di seguito mostra il cammino di tutte le 76 squadre partecipanti alla competizione.
| Torneo                       |                   |                   |                   |                     |                 |                 |                  |
| CAMPIONE D'EUROPA            | CAMPIONE D'EUROPA | CAMPIONE D'EUROPA | CAMPIONE D'EUROPA | FINALISTA           | FINALISTA       | FINALISTA       | FINALISTA        |
| Inter                        | Inter             | Inter             | Inter             | Bayern Monaco       | Bayern Monaco   | Bayern Monaco   | Bayern Monaco    |
| Eliminate in semifinale      |                   |                   |                   |                     |                 |                 |                  |
| Barcellona                   | Barcellona        | Barcellona        | Barcellona        | Olympique Lione     | Olympique Lione | Olympique Lione | Olympique Lione  |
| Eliminate ai quarti          |                   |                   |                   |                     |                 |                 |                  |
| Manchester Utd               | Manchester Utd    | Bordeaux          | Bordeaux          | CSKA Mosca          | CSKA Mosca      | Arsenal         | Arsenal          |
| Eliminate agli ottavi        |                   |                   |                   |                     |                 |                 |                  |
| Fiorentina                   | Milan             | Real Madrid       | Olympiacos        | Chelsea             | Siviglia        | Porto           | Stoccarda        |
| Eliminate alla fase a gironi |                   |                   |                   |                     |                 |                 |                  |
| Juventus                     | Maccabi Haifa     | Wolfsburg         | Beşiktaş          | Olympique Marsiglia | Zurigo          | Atlético Madrid | APOEL            |
| Liverpool                    | Debrecen          | Rubin             | Dinamo Kiev       | Unirea Urziceni     | Rangers         | Standard Liegi  | AZ Alkmaar       |
| Preliminari                  |                   |                   |                   |                     |                 |                 |                  |
| Eliminate ai Play-off        |                   |                   |                   |                     |                 |                 |                  |
| Copenaghen                   | Levski Sofia      | Salisburgo        | Sheriff Tiraspol  | Anderlecht          | Celtic          | Panathīnaïkos   | Sporting Lisbona |
| Ventspils                    | Ventspils         | Ventspils         | Ventspils         | Timișoara           | Timișoara       | Timișoara       | Timișoara        |
| Eliminate al 3º turno        |                   |                   |                   |                     |                 |                 |                  |
| Aqtöbe                       | Baku              | BATĖ Borisov      | Dinamo Zagabria   | Levadia Tallinn     | Dinamo Mosca    | Šachtar         | Sivasspor        |
| Maribor                      | Partizan          | Slavia Praga      | Slovan Bratislava | Stabæk              | Sparta Praga    | Twente          | Twente           |
| Eliminate al 2º turno        |                   |                   |                   |                     |                 |                 |                  |
| Bohemians                    | F91 Dudelange     | EB/Streymur       | Ekranas           | FH Hafnarfjörður    | WIT Georgia     | Glentoran       | Inter Turku      |
| Kalmar                       | Makedonija G.P.   | Mogren            | P'yownik          | Rhyl                | Sant Julià      | Tirana          | Wisła Cracovia   |
| Zrinjski Mostar              |                   |                   |                   |                     |                 |                 |                  |
| Eliminate al 1º turno        |                   |                   |                   |                     |                 |                 |                  |
| Hibernians                   | Hibernians        | Hibernians        | Hibernians        | Tre Fiori           | Tre Fiori       | Tre Fiori       | Tre Fiori        |

- Legenda:

Club "Campioni"
Club "Piazzati"

## Risultati

### Primo turno preliminare
Teste di serie
- Mogren CC: 0.200
- Sant Julià CC: 0.100

Non teste di serie
- Hibernians CC: 0.099
- Tre Fiori CC: 0.050

La squadra numero 1 ha disputato la gara di andata in casa.
| Squadra 1  | Totale          | Squadra 2  | Andata | Ritorno |
| ---------- | --------------- | ---------- | ------ | ------- |
| Hibernians | 0 - 6           | Mogren     | 0 - 2  | 0 - 4   |
| Tre Fiori  | 2 - 2 (4-5 dcr) | Sant Julià | 1 - 1  | 1 - 1   |

### Secondo turno
La squadra numero 1 ha disputato la gara di andata in casa.
| Squadra 1        | Totale      | Squadra 2         | Andata | Ritorno |
| ---------------- | ----------- | ----------------- | ------ | ------- |
| Makedonija G.P.  | 0 - 4       | BATĖ Borisov      | 0 - 2  | 0 - 2   |
| P'yownik         | 0 - 3       | Dinamo Zagabria   | 0 - 0  | 0 - 3   |
| Ekranas          | 4 - 6       | Baku              | 2 - 2  | 2 - 4   |
| EB/Streymur      | 0 - 5       | APOEL             | 0 - 2  | 0 - 3   |
| Rhyl             | 0 - 12      | Partizan          | 0 - 4  | 0 - 8   |
| Inter Turku      | 0 - 2       | Sheriff Tiraspol  | 0 - 1  | 0 - 1   |
| Levski Sofia     | 9 - 0       | Sant Julià        | 4 - 0  | 5 - 0   |
| Tirana           | 1 - 5       | Stabæk            | 1 - 1  | 0 - 4   |
| Zrinjski Mostar  | 1 - 4       | Slovan Bratislava | 1 - 0  | 0 - 4   |
| Ventspils        | 6 - 1       | F91 Dudelange     | 3 - 0  | 3 - 1   |
| WIT Georgia      | 1 - 3       | Maribor           | 0 - 0  | 1 - 3   |
| Maccabi Haifa    | 10 - 0      | Glentoran         | 6 - 0  | 4 - 0   |
| Debrecen         | 3 - 3 (gfc) | Kalmar            | 2 - 0  | 1 - 3   |
| Copenaghen       | 12 - 0      | Mogren            | 6 - 0  | 6 - 0   |
| Wisła Cracovia   | 1 - 2       | Levadia Tallinn   | 1 - 1  | 0 - 1   |
| Salisburgo       | 2 - 1       | Bohemians         | 1 - 1  | 1 - 0   |
| FH Hafnarfjörður | 0 - 6       | Aqtöbe            | 0 - 4  | 0 - 2   |

### Terzo turno preliminare

#### Campioni
Teste di serie
- Olympiacos CC: 52.633
- Copenaghen CC: 26.890
- Slavia Praga CC: 25.150
- Levski Sofia CC: 24.250
- Partizan CC: 23.050
- Maccabi Haifa CC: 17.050
- Dinamo Zagabria CC: 16.466
- Zurigo CC: 14.050
- Levadia Tallinn CC: 0.866
- BATĖ Borisov CC: 7.733

Non teste di serie
- Salisburgo CC: 6.565
- Debrecen CC: 1.633
- APOEL CC: 4.016
- Stabæk CC: 3.760
- Slovan Bratislava CC: 2.933
- Ventspils CC: 2.832
- Maribor CC: 2.816
- Aqtöbe CC: 0.649
- Sheriff Tiraspol CC: 1.333
- Baku CC: 0.899

La squadra numero 1 ha disputato la gara di andata in casa.
| Squadra 1         | Totale      | Squadra 2       | Andata | Ritorno |
| ----------------- | ----------- | --------------- | ------ | ------- |
| Salisburgo        | 3 - 2       | Dinamo Zagabria | 1 - 1  | 2 - 1   |
| Slovan Bratislava | 0 - 4       | Olympiacos      | 0 - 2  | 0 - 2   |
| Zurigo            | 5 - 3       | Maribor         | 2 - 3  | 3 - 0   |
| APOEL             | 2 - 1       | Partizan        | 2 - 0  | 0 - 1   |
| Sheriff Tiraspol  | 1 - 1 (gfc) | Slavia Praga    | 0 - 0  | 1 - 1   |
| Aqtöbe            | 3 - 4       | Maccabi Haifa   | 0 - 0  | 3 - 4   |
| Baku              | 0 - 2       | Levski Sofia    | 0 - 0  | 0 - 2   |
| Ventspils         | 2 - 2 (gfc) | BATĖ Borisov    | 1 - 0  | 1 - 2   |
| Levadia Tallinn   | 0 - 2       | Debrecen        | 0 - 1  | 0 - 1   |
| Copenaghen        | 3 - 1       | Stabæk          | 3 - 1  | 0 - 0   |

#### Piazzati
Teste di serie
- Šachtar CC: 74.370
- Sporting Lisbona CC: 68.292
- Panathīnaïkos CC: 56.633
- Celtic CC: 40.575
- Anderlecht CC: 32.065

Non teste di serie
- Sparta Praga CC: 26.150
- Twente CC: 17.826
- Dinamo Mosca CC: 9.525
- Timișoara CC: 7.781
- Sivasspor CC: 6.445

La squadra numero 1 ha disputato la gara di andata in casa.
| Squadra 1        | Totale      | Squadra 2     | Andata | Ritorno |
| ---------------- | ----------- | ------------- | ------ | ------- |
| Sparta Praga     | 3 - 4       | Panathīnaïkos | 3 - 1  | 0 - 3   |
| Šachtar          | 2 - 2 (gfc) | Timișoara     | 2 - 2  | 0 - 0   |
| Sporting Lisbona | 1 - 1 (gfc) | Twente        | 0 - 0  | 1 - 1   |
| Celtic           | 2 - 1       | Dinamo Mosca  | 0 - 1  | 2 - 0   |
| Anderlecht       | 6 - 3       | Sivasspor     | 5 - 0  | 1 - 3   |

### Play-off

#### Campioni
La squadra numero 1 ha disputato la gara di andata in casa.
Teste di serie
- Olympiacos CC: 95.800
- Copenaghen CC: 70.766
- Levski Sofia CC: 64.945
- Maccabi Haifa CC: 62.451
- Zurigo CC: 46.400

Non teste di serie
- Salisburgo CC: 28.800
- APOEL CC: 28.075
- Ventspils CC: 12.640
- Debrecen CC: 7.285
- Sheriff Tiraspol CC: 6.880

| Squadra 1        | Totale | Squadra 2     | Andata | Ritorno |
| ---------------- | ------ | ------------- | ------ | ------- |
| Sheriff Tiraspol | 0 - 3  | Olympiacos    | 0 - 2  | 0 - 1   |
| Salisburgo       | 1 - 5  | Maccabi Haifa | 1 - 2  | 0 - 3   |
| Ventspils        | 1 - 5  | Zurigo        | 0 - 3  | 1 - 2   |
| Copenaghen       | 2 - 3  | APOEL         | 1 - 0  | 1 - 3   |
| Levski Sofia     | 1 - 4  | Debrecen      | 1 - 2  | 0 - 2   |

#### Piazzati
Teste di serie
- Arsenal CC: 106.899
- Olympique Lione CC: 91.033
- Sporting Lisbona CC: 68.292
- Panathīnaïkos CC: 56.633
- Stoccarda CC: 45.339

Non teste di serie
- Fiorentina CC: 42.582
- Atlético Madrid CC: 41.853
- Celtic CC: 40.575
- Anderlecht CC: 32.065
- Timișoara CC: 7.781

La squadra numero 1 ha disputato la gara di andata in casa.
| Squadra 1        | Totale      | Squadra 2       | Andata | Ritorno |
| ---------------- | ----------- | --------------- | ------ | ------- |
| Olympique Lione  | 8 - 2       | Anderlecht      | 5 - 1  | 3 - 1   |
| Celtic           | 1 - 5       | Arsenal         | 0 - 2  | 1 - 3   |
| Timișoara        | 0 - 2       | Stoccarda       | 0 - 2  | 0 - 0   |
| Sporting Lisbona | 3 - 3 (gfc) | Fiorentina      | 2 - 2  | 1 - 1   |
| Panathīnaïkos    | 2 - 5       | Atlético Madrid | 2 - 3  | 0 - 2   |

### Fase a gironi

#### Sorteggio
Per stabilire la composizione degli otto gruppi, le squadre qualificate sono state suddivise in quattro fasce in base al ranking UEFA 2009. In fase di sorteggio, ogni gruppo è stato formato da una testa di serie più altre tre squadre ciascuna appartenente a una fascia diversa. Non potevano essere sorteggiate nello stesso gruppo squadre provenienti dalla stessa nazione.
Il risultato del sorteggio è stato il seguente:
| Gruppo | Fascia 1       | Fascia 2        | Fascia 3            | Fascia 4        |
| ------ | -------------- | --------------- | ------------------- | --------------- |
| A      | Bayern Monaco  | Juventus        | Bordeaux            | Maccabi Haifa   |
| B      | Manchester Utd | CSKA Mosca      | Beşiktaş            | Wolfsburg       |
| C      | Milan          | Real Madrid     | Olympique Marsiglia | Zurigo          |
| D      | Chelsea        | Porto           | Atlético Madrid     | APOEL           |
| E      | Liverpool      | Olympique Lione | Fiorentina          | Debrecen        |
| F      | Barcellona     | Inter           | Dinamo Kiev         | Rubin           |
| G      | Siviglia       | Rangers         | Stoccarda           | Unirea Urziceni |
| H      | Arsenal        | AZ Alkmaar      | Olympiacos          | Standard Liegi  |

##### Gruppo A
| Squadra       | Pt | G | V | N | P | GF | GS | DG |
| ------------- | -- | - | - | - | - | -- | -- | -- |
| Bordeaux      | 16 | 6 | 5 | 1 | 0 | 9  | 2  | +7 |
| Bayern Monaco | 10 | 6 | 3 | 1 | 2 | 9  | 5  | +4 |
| Juventus      | 8  | 6 | 2 | 2 | 2 | 4  | 7  | -3 |
| Maccabi Haifa | 0  | 6 | 0 | 0 | 6 | 0  | 8  | -8 |

| Squadra 1     | Risultato   | Squadra 2     |
| 1ª giornata   | 1ª giornata | 1ª giornata   |
| ------------- | ----------- | ------------- |
| Juventus      | 1 - 1       | Bordeaux      |
| Maccabi Haifa | 0 - 3       | Bayern Monaco |
| 2ª giornata   |             |               |
| Bayern Monaco | 0 - 0       | Juventus      |
| Bordeaux      | 1 - 0       | Maccabi Haifa |
| 3ª giornata   |             |               |
| Bordeaux      | 2 - 1       | Bayern Monaco |
| Juventus      | 1 - 0       | Maccabi Haifa |
| 4ª giornata   |             |               |
| Bayern Monaco | 0 - 2       | Bordeaux      |
| Maccabi Haifa | 0 - 1       | Juventus      |
| 5ª giornata   |             |               |
| Bordeaux      | 2 - 0       | Juventus      |
| Bayern Monaco | 1 - 0       | Maccabi Haifa |
| 6ª giornata   |             |               |
| Juventus      | 1 - 4       | Bayern Monaco |
| Maccabi Haifa | 0 - 1       | Bordeaux      |

##### Gruppo B
| Squadra        | Pt | G | V | N | P | GF | GS | DG |
| -------------- | -- | - | - | - | - | -- | -- | -- |
| Manchester Utd | 13 | 6 | 4 | 1 | 1 | 10 | 6  | +4 |
| CSKA Mosca     | 10 | 6 | 3 | 1 | 2 | 10 | 10 | 0  |
| Wolfsburg      | 7  | 6 | 2 | 1 | 3 | 9  | 8  | +1 |
| Beşiktaş       | 4  | 6 | 1 | 1 | 4 | 3  | 8  | -5 |

| Squadra 1      | Risultato   | Squadra 2      |
| 1ª giornata    | 1ª giornata | 1ª giornata    |
| -------------- | ----------- | -------------- |
| Wolfsburg      | 3 - 1       | CSKA Mosca     |
| Beşiktaş       | 0 - 1       | Manchester Utd |
| 2ª giornata    |             |                |
| CSKA Mosca     | 2 - 1       | Beşiktaş       |
| Manchester Utd | 2 - 1       | Wolfsburg      |
| 3ª giornata    |             |                |
| CSKA Mosca     | 0 - 1       | Manchester Utd |
| Wolfsburg      | 0 - 0       | Beşiktaş       |
| 4ª giornata    |             |                |
| Manchester Utd | 3 - 3       | CSKA Mosca     |
| Beşiktaş       | 0 - 3       | Wolfsburg      |
| 5ª giornata    |             |                |
| CSKA Mosca     | 2 - 1       | Wolfsburg      |
| Manchester Utd | 0 - 1       | Beşiktaş       |
| 6ª giornata    |             |                |
| Wolfsburg      | 1 - 3       | Manchester Utd |
| Beşiktaş       | 1 - 2       | CSKA Mosca     |

##### Gruppo C
| Squadra             | Pt | G | V | N | P | GF | GS | DG |
| ------------------- | -- | - | - | - | - | -- | -- | -- |
| Real Madrid         | 13 | 6 | 4 | 1 | 1 | 15 | 7  | +8 |
| Milan               | 9  | 6 | 2 | 3 | 1 | 8  | 7  | +1 |
| Olympique Marsiglia | 7  | 6 | 2 | 1 | 3 | 10 | 10 | 0  |
| Zurigo              | 4  | 6 | 1 | 1 | 4 | 5  | 14 | -9 |

| Squadra 1           | Risultato   | Squadra 2           |
| 1ª giornata         | 1ª giornata | 1ª giornata         |
| ------------------- | ----------- | ------------------- |
| Zurigo              | 2 - 5       | Real Madrid         |
| Olympique Marsiglia | 1 - 2       | Milan               |
| 2ª giornata         |             |                     |
| Milan               | 0 - 1       | Zurigo              |
| Real Madrid         | 3 - 0       | Olympique Marsiglia |
| 3ª giornata         |             |                     |
| Real Madrid         | 2 - 3       | Milan               |
| Zurigo              | 0 - 1       | Olympique Marsiglia |
| 4ª giornata         |             |                     |
| Milan               | 1 - 1       | Real Madrid         |
| Olympique Marsiglia | 6 - 1       | Zurigo              |
| 5ª giornata         |             |                     |
| Real Madrid         | 1 - 0       | Zurigo              |
| Milan               | 1 - 1       | Olympique Marsiglia |
| 6ª giornata         |             |                     |
| Zurigo              | 1 - 1       | Milan               |
| Olympique Marsiglia | 1 - 3       | Real Madrid         |

##### Gruppo D
| Squadra         | Pt | G | V | N | P | GF | GS | DG |
| --------------- | -- | - | - | - | - | -- | -- | -- |
| Chelsea         | 14 | 6 | 4 | 2 | 0 | 11 | 4  | +7 |
| Porto           | 12 | 6 | 4 | 0 | 2 | 8  | 3  | +5 |
| Atlético Madrid | 3  | 6 | 0 | 3 | 3 | 3  | 12 | -9 |
| APOEL           | 3  | 6 | 0 | 3 | 3 | 4  | 7  | -3 |

| Squadra 1       | Risultato   | Squadra 2       |
| 1ª giornata     | 1ª giornata | 1ª giornata     |
| --------------- | ----------- | --------------- |
| Chelsea         | 1 - 0       | Porto           |
| Atlético Madrid | 0 - 0       | APOEL           |
| 2ª giornata     |             |                 |
| APOEL           | 0 - 1       | Chelsea         |
| Porto           | 2 - 0       | Atlético Madrid |
| 3ª giornata     |             |                 |
| Porto           | 2 - 1       | APOEL           |
| Chelsea         | 4 - 0       | Atlético Madrid |
| 4ª giornata     |             |                 |
| APOEL           | 0 - 1       | Porto           |
| Atlético Madrid | 2 - 2       | Chelsea         |
| 5ª giornata     |             |                 |
| Porto           | 0 - 1       | Chelsea         |
| APOEL           | 1 - 1       | Atlético Madrid |
| 6ª giornata     |             |                 |
| Chelsea         | 2 - 2       | APOEL           |
| Atlético Madrid | 0 - 3       | Porto           |

##### Gruppo E
| Squadra         | Pt | G | V | N | P | GF | GS | DG  |
| --------------- | -- | - | - | - | - | -- | -- | --- |
| Fiorentina      | 15 | 6 | 5 | 0 | 1 | 14 | 7  | +7  |
| Olympique Lione | 13 | 6 | 4 | 1 | 1 | 12 | 3  | +9  |
| Liverpool       | 7  | 6 | 2 | 1 | 3 | 5  | 7  | -2  |
| Debrecen        | 0  | 6 | 0 | 0 | 6 | 5  | 19 | -14 |

| Squadra 1       | Risultato   | Squadra 2       |
| 1ª giornata     | 1ª giornata | 1ª giornata     |
| --------------- | ----------- | --------------- |
| Liverpool       | 1 - 0       | Debrecen        |
| Olympique Lione | 1 - 0       | Fiorentina      |
| 2ª giornata     |             |                 |
| Fiorentina      | 2 - 0       | Liverpool       |
| Debrecen        | 0 - 4       | Olympique Lione |
| 3ª giornata     |             |                 |
| Debrecen        | 3 - 4       | Fiorentina      |
| Liverpool       | 1 - 2       | Olympique Lione |
| 4ª giornata     |             |                 |
| Fiorentina      | 5 - 2       | Debrecen        |
| Olympique Lione | 1 - 1       | Liverpool       |
| 5ª giornata     |             |                 |
| Debrecen        | 0 - 1       | Liverpool       |
| Fiorentina      | 1 - 0       | Olympique Lione |
| 6ª giornata     |             |                 |
| Liverpool       | 1 - 2       | Fiorentina      |
| Olympique Lione | 4 - 0       | Debrecen        |

##### Gruppo F
| Squadra     | Pt | G | V | N | P | GF | GS | DG |
| ----------- | -- | - | - | - | - | -- | -- | -- |
| Barcellona  | 11 | 6 | 3 | 2 | 1 | 7  | 3  | +4 |
| Inter       | 9  | 6 | 2 | 3 | 1 | 7  | 6  | +1 |
| Rubin       | 6  | 6 | 1 | 3 | 2 | 4  | 7  | -3 |
| Dinamo Kiev | 5  | 6 | 1 | 2 | 3 | 7  | 9  | -2 |

| Squadra 1   | Risultato   | Squadra 2   |
| 1ª giornata | 1ª giornata | 1ª giornata |
| ----------- | ----------- | ----------- |
| Inter       | 0 - 0       | Barcellona  |
| Dinamo Kiev | 3 - 1       | Rubin       |
| 2ª giornata |             |             |
| Rubin       | 1 - 1       | Inter       |
| Barcellona  | 2 - 0       | Dinamo Kiev |
| 3ª giornata |             |             |
| Barcellona  | 1 - 2       | Rubin       |
| Inter       | 2 - 2       | Dinamo Kiev |
| 4ª giornata |             |             |
| Rubin       | 0 - 0       | Barcellona  |
| Dinamo Kiev | 1 - 2       | Inter       |
| 5ª giornata |             |             |
| Rubin       | 0 - 0       | Dinamo Kiev |
| Barcellona  | 2 - 0       | Inter       |
| 6ª giornata |             |             |
| Inter       | 2 - 0       | Rubin       |
| Dinamo Kiev | 1 - 2       | Barcellona  |

##### Gruppo G
| Squadra         | Pt | G | V | N | P | GF | GS | DG |
| --------------- | -- | - | - | - | - | -- | -- | -- |
| Siviglia        | 13 | 6 | 4 | 1 | 1 | 11 | 4  | +7 |
| Stoccarda       | 9  | 6 | 2 | 3 | 1 | 9  | 7  | +2 |
| Unirea Urziceni | 8  | 6 | 2 | 2 | 2 | 8  | 8  | 0  |
| Rangers         | 2  | 6 | 0 | 2 | 4 | 4  | 13 | -9 |

| Squadra 1       | Risultato   | Squadra 2       |
| 1ª giornata     | 1ª giornata | 1ª giornata     |
| --------------- | ----------- | --------------- |
| Stoccarda       | 1 - 1       | Rangers         |
| Siviglia        | 2 - 0       | Unirea Urziceni |
| 2ª giornata     |             |                 |
| Unirea Urziceni | 1 - 1       | Stoccarda       |
| Rangers         | 1 - 4       | Siviglia        |
| 3ª giornata     |             |                 |
| Rangers         | 1 - 4       | Unirea Urziceni |
| Stoccarda       | 1 - 3       | Siviglia        |
| 4ª giornata     |             |                 |
| Unirea Urziceni | 1 - 1       | Rangers         |
| Siviglia        | 1 - 1       | Stoccarda       |
| 5ª giornata     |             |                 |
| Rangers         | 0 - 2       | Stoccarda       |
| Unirea Urziceni | 1 - 0       | Siviglia        |
| 6ª giornata     |             |                 |
| Stoccarda       | 3 - 1       | Unirea Urziceni |
| Siviglia        | 1 - 0       | Rangers         |

##### Gruppo H
| Squadra        | Pt | G | V | N | P | GF | GS | DG |
| -------------- | -- | - | - | - | - | -- | -- | -- |
| Arsenal        | 13 | 6 | 4 | 1 | 1 | 12 | 5  | +7 |
| Olympiacos     | 10 | 6 | 3 | 1 | 2 | 4  | 5  | -1 |
| Standard Liegi | 5  | 6 | 1 | 2 | 3 | 7  | 9  | -2 |
| AZ Alkmaar     | 4  | 6 | 0 | 4 | 2 | 4  | 8  | -4 |

| Squadra 1      | Risultato   | Squadra 2      |
| 1ª giornata    | 1ª giornata | 1ª giornata    |
| -------------- | ----------- | -------------- |
| Olympiacos     | 1 - 0       | AZ Alkmaar     |
| Standard Liegi | 2 - 3       | Arsenal        |
| 2ª giornata    |             |                |
| Arsenal        | 2 - 0       | Olympiacos     |
| AZ Alkmaar     | 1 - 1       | Standard Liegi |
| 3ª giornata    |             |                |
| AZ Alkmaar     | 1 - 1       | Arsenal        |
| Olympiacos     | 2 - 1       | Standard Liegi |
| 4ª giornata    |             |                |
| Arsenal        | 4 - 1       | AZ Alkmaar     |
| Standard Liegi | 2 - 0       | Olympiacos     |
| 5ª giornata    |             |                |
| AZ Alkmaar     | 0 - 0       | Olympiacos     |
| Arsenal        | 2 - 0       | Standard Liegi |
| 6ª giornata    |             |                |
| Olympiacos     | 1 - 0       | Arsenal        |
| Standard Liegi | 1 - 1       | AZ Alkmaar     |

### Fase ad eliminazione diretta

#### Tabellone
|  | Ottavi di finale    | Ottavi di finale | Ottavi di finale | Ottavi di finale |   |                     | Quarti di finale | Quarti di finale | Quarti di finale | Quarti di finale |  |               | Semifinali | Semifinali | Semifinali | Semifinali |               |   | Finale | Finale |
|  |                     |                  |                  |                  |   |                     |                  |                  |                  |                  |  |               |            |            |            |            |               |   |        |        |
|  | Bayern Monaco (gfc) | 2                | 2                | 4                |   |                     |                  |                  |                  |                  |  |               |            |            |            |            |               |   |        |        |
|  | Fiorentina          | 1                | 3                | 4                |   |                     |                  |                  |                  |                  |  |               |            |            |            |            |               |   |        |        |
|  | Fiorentina          | 1                | 3                | 4                |   | Bayern Monaco (gfc) | 2                | 2                | 4                |                  |  |               |            |            |            |            |               |   |        |        |
|  |                     |                  |                  |                  |   | Bayern Monaco (gfc) | 2                | 2                | 4                |                  |  |               |            |            |            |            |               |   |        |        |
|  |                     | Manchester Utd   | 1                | 3                | 4 |                     |                  |                  |                  |                  |  |               |            |            |            |            |               |   |        |        |
|  | Milan               | Manchester Utd   | 1                | 3                | 4 | 2                   | 0                | 2                |                  |                  |  |               |            |            |            |            |               |   |        |        |
|  | Milan               |                  |                  |                  |   | 2                   | 0                | 2                |                  |                  |  |               |            |            |            |            |               |   |        |        |
|  | Manchester Utd      | 3                | 4                | 7                |   |                     |                  |                  |                  |                  |  |               |            |            |            |            |               |   |        |        |
|  | Manchester Utd      | 3                | 4                | 7                |   |                     |                  |                  |                  |                  |  | Bayern Monaco | 1          | 3          | 4          |            |               |   |        |        |
|  |                     |                  |                  |                  |   |                     |                  |                  |                  |                  |  | Bayern Monaco | 1          | 3          | 4          |            |               |   |        |        |
|  |                     | Lione            | 0                | 0                | 0 |                     |                  |                  |                  |                  |  |               |            |            |            |            |               |   |        |        |
|  | Lione               | Lione            | 0                | 0                | 0 | 1                   | 1                | 2                |                  |                  |  |               |            |            |            |            |               |   |        |        |
|  | Lione               |                  |                  |                  |   | 1                   | 1                | 2                |                  |                  |  |               |            |            |            |            |               |   |        |        |
|  | Real Madrid         | 0                | 1                | 1                |   |                     |                  |                  |                  |                  |  |               |            |            |            |            |               |   |        |        |
|  | Real Madrid         | 0                | 1                | 1                |   | Lione               | 3                | 0                | 3                |                  |  |               |            |            |            |            |               |   |        |        |
|  |                     |                  |                  |                  |   | Lione               | 3                | 0                | 3                |                  |  |               |            |            |            |            |               |   |        |        |
|  |                     | Bordeaux         | 1                | 1                | 2 |                     |                  |                  |                  |                  |  |               |            |            |            |            |               |   |        |        |
|  | Olympiacos          | Bordeaux         | 1                | 1                | 2 | 0                   | 1                | 1                |                  |                  |  |               |            |            |            |            |               |   |        |        |
|  | Olympiacos          |                  |                  |                  |   | 0                   | 1                | 1                |                  |                  |  |               |            |            |            |            |               |   |        |        |
|  | Bordeaux            | 1                | 2                | 3                |   |                     |                  |                  |                  |                  |  |               |            |            |            |            |               |   |        |        |
|  | Bordeaux            | 1                | 2                | 3                |   |                     |                  |                  |                  |                  |  |               |            |            |            |            | Bayern Monaco | 0 |        |        |
|  |                     |                  |                  |                  |   |                     |                  |                  |                  |                  |  |               |            |            |            |            |               | 0 |        |        |
|  |                     | Inter            | 2                |                  |   |                     |                  |                  |                  |                  |  |               |            |            |            |            |               |   |        |        |
|  | Inter               | Inter            | 2                | 2                | 1 | 3                   |                  |                  |                  |                  |  |               |            |            |            |            |               |   |        |        |
|  | Inter               |                  |                  | 2                | 1 | 3                   |                  |                  |                  |                  |  |               |            |            |            |            |               |   |        |        |
|  | Chelsea             | 1                | 0                | 1                |   |                     |                  |                  |                  |                  |  |               |            |            |            |            |               |   |        |        |
|  | Chelsea             | 1                | 0                | 1                |   | Inter               | 1                | 1                | 2                |                  |  |               |            |            |            |            |               |   |        |        |
|  |                     |                  |                  |                  |   | Inter               | 1                | 1                | 2                |                  |  |               |            |            |            |            |               |   |        |        |
|  |                     | CSKA Mosca       | 0                | 0                | 0 |                     |                  |                  |                  |                  |  |               |            |            |            |            |               |   |        |        |
|  | CSKA Mosca          | CSKA Mosca       | 0                | 0                | 0 | 1                   | 2                | 3                |                  |                  |  |               |            |            |            |            |               |   |        |        |
|  | CSKA Mosca          |                  |                  |                  |   | 1                   | 2                | 3                |                  |                  |  |               |            |            |            |            |               |   |        |        |
|  | Siviglia            | 1                | 1                | 2                |   |                     |                  |                  |                  |                  |  |               |            |            |            |            |               |   |        |        |
|  | Siviglia            | 1                | 1                | 2                |   |                     |                  |                  |                  |                  |  | Inter         | 3          | 0          | 3          |            |               |   |        |        |
|  |                     |                  |                  |                  |   |                     |                  |                  |                  |                  |  | Inter         | 3          | 0          | 3          |            |               |   |        |        |
|  |                     | Barcellona       | 1                | 1                | 2 |                     |                  |                  |                  |                  |  |               |            |            |            |            |               |   |        |        |
|  | Porto               | Barcellona       | 1                | 1                | 2 | 2                   | 0                | 2                |                  |                  |  |               |            |            |            |            |               |   |        |        |
|  | Porto               |                  |                  |                  |   | 2                   | 0                | 2                |                  |                  |  |               |            |            |            |            |               |   |        |        |
|  | Arsenal             | 1                | 5                | 6                |   |                     |                  |                  |                  |                  |  |               |            |            |            |            |               |   |        |        |
|  | Arsenal             | 1                | 5                | 6                |   | Arsenal             | 2                | 1                | 3                |                  |  |               |            |            |            |            |               |   |        |        |
|  |                     |                  |                  |                  |   | Arsenal             | 2                | 1                | 3                |                  |  |               |            |            |            |            |               |   |        |        |
|  |                     | Barcellona       | 2                | 4                | 6 |                     |                  |                  |                  |                  |  |               |            |            |            |            |               |   |        |        |
|  | Stoccarda           | Barcellona       | 2                | 4                | 6 | 1                   | 0                | 1                |                  |                  |  |               |            |            |            |            |               |   |        |        |
|  | Stoccarda           |                  |                  |                  |   | 1                   | 0                | 1                |                  |                  |  |               |            |            |            |            |               |   |        |        |
|  | Barcellona          | 1                | 4                | 5                |   |                     |                  |                  |                  |                  |  |               |            |            |            |            |               |   |        |        |

#### Ottavi di finale

##### Sorteggio
Ogni squadra arrivata prima nel proprio gruppo gioca contro una squadra arrivata seconda e viceversa e non si possono affrontare squadre della stessa nazione o provenienti dallo stesso gruppo.
Tali accoppiamenti sono stati sorteggiati con il seguente esito:
1. Milan - Manchester United
2. Olympique Lione - Real Madrid
3. Bayern Monaco - Fiorentina
4. Porto - Arsenal
5. Stoccarda - Barcellona
6. Olympiakos - Bordeaux
7. CSKA Mosca - Siviglia
8. Inter - Chelsea

##### Tabella riassuntiva
| Squadra 1       | Totale      | Squadra 2         | Andata | Ritorno |
| --------------- | ----------- | ----------------- | ------ | ------- |
| Milan           | 2 - 7       | Manchester United | 2 - 3  | 0 - 4   |
| Olympique Lione | 2 - 1       | Real Madrid       | 1 - 0  | 1 - 1   |
| Bayern Monaco   | 4 - 4 (gfc) | Fiorentina        | 2 - 1  | 2 - 3   |
| Porto           | 2 - 6       | Arsenal           | 2 - 1  | 0 - 5   |
| Stoccarda       | 1 - 5       | Barcellona        | 1 - 1  | 0 - 4   |
| Olympiakos      | 1 - 3       | Bordeaux          | 0 - 1  | 1 - 2   |
| CSKA Mosca      | 3 - 2       | Siviglia          | 1 - 1  | 2 - 1   |
| Inter           | 3 - 1       | Chelsea           | 2 - 1  | 1 - 0   |

#### Sorteggio dei quarti di finale, delle semifinali e della finale
L'esito del sorteggio (senza limitazioni) degli accoppiamenti per i quarti di finale e le semifinali e dell'ordine di abbinamento della finale è stato il seguente:
1. Bayern Monaco - Manchester United
2. Olympique Lione - Bordeaux
3. Inter - CSKA Mosca
4. Arsenal - Barcellona

#### Quarti di finale
| Squadra 1       | Totale      | Squadra 2         | Andata | Ritorno |
| --------------- | ----------- | ----------------- | ------ | ------- |
| Bayern Monaco   | 4 - 4 (gfc) | Manchester United | 2 - 1  | 2 - 3   |
| Olympique Lione | 3 - 2       | Bordeaux          | 3 - 1  | 0 - 1   |
| Inter           | 2 - 0       | CSKA Mosca        | 1 - 0  | 1 - 0   |
| Arsenal         | 3 - 6       | Barcellona        | 2 - 2  | 1 - 4   |

#### Semifinali
| Squadra 1     | Totale | Squadra 2       | Andata | Ritorno |
| ------------- | ------ | --------------- | ------ | ------- |
| Bayern Monaco | 4 - 0  | Olympique Lione | 1 - 0  | 3 - 0   |
| Inter         | 3 - 2  | Barcellona      | 3 - 1  | 0 - 1   |

#### Finale
| Arbitro: | Howard Webb |

|  |           |                 |
|  | Marcatori | 35’, 70’ Milito |

| Bayern Monaco | Inter |

Formazioni:
| Bayern Monaco (4-4-2) |    |                        |     |     |
|                       |    |                        |     |     |
| P                     | 22 | Hans-Jörg Butt         |     |     |
| D                     | 21 | Philipp Lahm           |     |     |
| D                     | 5  | Daniel Van Buyten      |     |     |
| D                     | 6  | Martín Demichelis      | 26’ |     |
| D                     | 28 | Holger Badstuber       |     |     |
| C                     | 10 | Arjen Robben           |     |     |
| C                     | 17 | Mark van Bommel (C)    | 78’ |     |
| C                     | 31 | Bastian Schweinsteiger |     |     |
| C                     | 8  | Hamit Altıntop         |     | 63’ |
| A                     | 11 | Ivica Olić             |     | 74’ |
| A                     | 25 | Thomas Müller          |     |     |
| A disposizione:       |    |                        |     |     |
| P                     | 1  | Michael Rensing        |     |     |
| D                     | 13 | Andreas Görlitz        |     |     |
| A                     | 18 | Miroslav Klose         |     | 63’ |
| C                     | 23 | Danijel Pranjić        |     |     |
| D                     | 26 | Diego Contento         |     |     |
| A                     | 33 | Mario Gómez            |     | 74’ |
| C                     | 44 | Anatoliy Tymoshchuk    |     |     |
| Allenatore:           |    |                        |     |     |
| Louis van Gaal        |    |                        |     |     |

| Inter (4-2-3-1) |    |                    |     |       |
|                 |    |                    |     |       |
| P               | 12 | Júlio César        |     |       |
| D               | 13 | Maicon             |     |       |
| D               | 6  | Lúcio              |     |       |
| D               | 25 | Walter Samuel      |     |       |
| D               | 26 | Cristian Chivu     | 30’ | 68’   |
| C               | 19 | Esteban Cambiasso  |     |       |
| C               | 4  | Javier Zanetti (C) |     |       |
| C               | 10 | Wesley Sneijder    |     |       |
| A               | 9  | Samuel Eto'o       |     |       |
| A               | 22 | Diego Milito       |     | 90+2’ |
| A               | 27 | Goran Pandev       |     | 79’   |
| A disposizione: |    |                    |     |       |
| P               | 1  | Francesco Toldo    |     |       |
| D               | 2  | Iván Córdoba       |     |       |
| C               | 5  | Dejan Stanković    |     | 68’   |
| C               | 11 | Sulley Muntari     |     | 79’   |
| C               | 17 | McDonald Mariga    |     |       |
| D               | 23 | Marco Materazzi    |     | 90+2’ |
| A               | 45 | Mario Balotelli    |     |       |
| Allenatore:     |    |                    |     |       |
| José Mourinho   |    |                    |     |       |

## Classifica marcatori
Sono escluse le gare dei turni preliminari.
| Pos. | Nome               | Squadra           | Gol | Minuti giocati |
| ---- | ------------------ | ----------------- | --- | -------------- |
| 1    | Lionel Messi       | Barcellona        | 8   | 966            |
| 2    | Cristiano Ronaldo  | Real Madrid       | 7   | 450'           |
| 2    | Ivica Olić         | Bayern Monaco     | 7   | 700'           |
| 4    | Diego Milito       | Inter             | 6   | 969            |
| 5    | Nicklas Bendtner   | Arsenal           | 5   | 443'           |
| 5    | Wayne Rooney       | Manchester United | 5   | 486'           |
| 5    | Marouane Chamakh   | Bordeaux          | 5   | 810'           |
| 8    | Michael Owen       | Manchester United | 4   | 267'           |
| 8    | Stevan Jovetić     | Fiorentina        | 4   | 287'           |
| 8    | Edin Džeko         | Wolfsburg         | 4   | 540'           |
| 8    | Cesc Fàbregas      | Arsenal           | 4   | 607'           |
| 8    | Falcao             | Porto             | 4   | 641'           |
| 8    | Pedro              | Barcellona        | 4   | 649'           |
| 8    | Arjen Robben       | Bayern Monaco     | 4   | 690'           |
| 8    | Miralem Pjanić     | Olympique Lione   | 4   | 750'           |
| 8    | Zlatan Ibrahimović | Barcellona        | 4   | 761'           |
| 8    | Miloš Krasić       | CSKA Mosca        | 4   | 784'           |
| 18   | Grafite            | Wolfsburg         | 3   | 317'           |
| 18   | Adrian Mutu        | Fiorentina        | 3   | 321'           |
| 18   | Salomon Kalou      | Chelsea           | 3   | 394'           |
| 18   | Didier Drogba      | Chelsea           | 3   | 447'           |
| 18   | Samir Nasri        | Arsenal           | 3   | 491'           |
| 18   | Nicolas Anelka     | Chelsea           | 3   | 548'           |
| 18   | Ronaldinho         | Milan             | 3   | 584'           |
| 18   | Alberto Gilardino  | Fiorentina        | 3   | 585'           |
| 18   | Paul Scholes       | Manchester United | 3   | 594'           |
| 18   | Alan Dzagoev       | CSKA Mosca        | 3   | 632'           |
| 18   | Hulk               | Porto             | 3   | 651'           |
| 18   | Lisandro           | Olympique Lione   | 3   | 742'           |
| 18   | Michaël Ciani      | Bordeaux          | 3   | 810'           |
| 18   | Wesley Sneijder    | Inter             | 3   | 947'           |

## Classifica assist
| Pos. | Nome                  | Squadra           | Assist | Minuti giocati |
| ---- | --------------------- | ----------------- | ------ | -------------- |
| 1    | Wesley Sneijder       | Inter             | 6      | 947'           |
| 2    | Andrej Aršavin        | Arsenal           | 5      | 449'           |
| 2    | Alberto Gilardino     | Fiorentina        | 5      | 585'           |
| 4    | Luís Fabiano          | Siviglia          | 4      | 423'           |
| 4    | Juan Manuel Vargas    | Fiorentina        | 4      | 612'           |
| 4    | Nani                  | Manchester United | 4      | 639'           |
| 4    | Tomáš Necid           | CSKA Mosca        | 4      | 749'           |
| 4    | Miralem Pjanić        | Olympique Lione   | 4      | 750'           |
| 4    | Wendel                | Bordeaux          | 4      | 847'           |
| 10   | Clarence Seedorf      | Milan             | 3      | 558'           |
| 10   | Luis Antonio Valencia | Manchester United | 3      | 586'           |
| 10   | Florent Malouda       | Chelsea           | 3      | 645'           |
| 10   | Jesús Navas           | Siviglia          | 3      | 711'           |
| 10   | Thomas Müller         | Bayern Monaco     | 3      | 935'           |
| 10   | Xavi                  | Barcellona        | 3      | 990'           |